# 수정역
수정(한국방송통신대)역(Sujeong station, 水亭(韓國放送通信大)驛)은 대한민국 부산광역시 북구 화명동에 있는 부산 도시철도 2호선의 지하철역이다. 인근에 한국방송통신대학교 부산지역대학이 있다.

## 역명의 유래
역명의 유래는 인근에 존재했던 자연 마을인 수정리 마을(水亭里 마을)이며, 부산광역시 동구에 위치한 수정동(水晶洞)은 이 역과 전혀 관련이 없다. 수정리 마을은 금정산 상계봉에서 함박봉으로 뻗어 내린 언덕 위에 수령이 500여년에 달하는 정자나무가 있고 낙동강이 내려다 보이는 곳이라 하여 붙여진 이름이다.

## 역사
- 1999년 6월 30일 : 부산 도시철도 2호선 개통과 함께 영업 개시

## 역 구조
승강장은 2면 2선식의 상대식 승강장으로 운영된다. 스크린도어가 설치되어 있다. 개찰구가 승강장별로 분리되어 있어 개표하지 않고 건너 갈 수 없는 구조이다.

### 승강장
| 덕천↑ |
| \| 상 |
| ↓화명 |

| 상행 | ● 부산 도시철도 2호선 | 덕천·사상·서면·장산 방면  |
| 하행 | ● 부산 도시철도 2호선 | 동원,금곡,호포, 양산 방면 |

## 역 주변
- 덕천2동
- 화명시장
- 북부경찰서
- 화명중학교
- 명덕초등학교
- 한국방송통신대학교 부산지역대학

## 승차량 변동
| 역 노선 | 승차 인원 | 승차 인원 | 승차 인원 | 승차 인원 | 승차 인원 | 승차 인원 | 승차 인원 | 승차 인원 | 승차 인원 | 승차 인원 | 승차 인원 | 승차 인원 | 승차 인원 | 승차 인원 | 주 석 |
| 역 노선 | 2002년    | 2003년    | 2004년    | 2005년    | 2006년    | 2007년    | 2008년    | 2009년    | 2010년    | 2011년    | 2012년    | 2013년    | 2014년    | 2015년    | 주 석 |
| ------- | --------- | --------- | --------- | --------- | --------- | --------- | --------- | --------- | --------- | --------- | --------- | --------- | --------- | --------- | ----- |
| 2호선   | 4384      | 4121      | 3871      | 4452      | 4374      | 3882      | 3281      | 3079      | 3331      | 3575      | 4378      | 6300      | 6531      | 6460      | [ 2 ] |

## 인접한 역
| 부산 도시철도 2호선 | 부산 도시철도 2호선   | 부산 도시철도 2호선 |
| ------------------- | --------------------- | ------------------- |
| 233 덕천 장산 방면  | ● 부산 도시철도 2호선 | 235 화명 양산 방면  |